# Parapholidoptera belen
Parapholidoptera belen är en insektsart som beskrevs av Ünal 2006. Parapholidoptera belen ingår i släktet Parapholidoptera och familjen vårtbitare. Inga underarter finns listade i Catalogue of Life.